# Shakespeare in the Park (New York City)
Shakespeare in the Park (dt. Shakespeare im Park), auch Free Shakespeare in the Park, ist ein jährlich im Sommer stattfindendes Theaterfestival in New York City, bei dem kostenlose Aufführungen von Werken William Shakespeares unter freiem Himmel im Central Park präsentiert werden. Die Vorstellungen finden im 1800 Plätze umfassenden Delacorte Theater, einem Freilichttheater im Herzen des Parks, statt. Sie werden vom The Joseph Papp Public Theater veranstaltet, einer von Joseph Papp gegründeten Kunstorganisation.
Der der Stadt New York gehörende Veranstaltungsort befindet sich an der südwestlichen Ecke der „Great Lawn“ (dt. Große Wiese) des Parks, im Central Park West, und ist über den Parkeingang an der 81. Straße erreichbar. Ursprünglich als New York Shakespeare Festival (NYSF) bekannt, wurde die Veranstaltung im Jahr 2002 im Rahmen einer größeren Umstrukturierung durch das Public Theater umbenannt.

## Geschichte
Das Festival wurde in den 1950er Jahren vom Regisseur und Produzenten Joseph Papp ins Leben gerufen. Papp begann im Jahr 1954 mit einer Reihe von Shakespeare-Workshops und begann später mit kostenlosen Aufführungen in der Lower East Side.
Der Hauptsitz des Public Theater, kurz The Public, befindet sich in der 425 Lafayette Street im historischen Gebäude der ehemaligen Astor Library, einem Wahrzeichen von Lower Manhattan. Das Gebäude beherbergt fünf Theaterräume und Joe’s Pub, einem Veranstaltungsort für Kabarett, neue Werke, musikalische Darbietungen, Spoken-Word-Künstler und sonstige Solisten.
In den Sommermonaten wurden Aufführungen auf eine Rasenfläche vor dem Turtle Pond verlegt, einem Teich im Central Park. 1959 verlangte der damalige Parkbeauftragte Robert Moses, dass Papp und sein Ensemble eine Gebühr für die Aufführungen verlangen sollten, um die Kosten zu decken, die durch die Bodenerosion der Rasenflächen entstanden – es folgte ein Rechtsstreit. Papp gewann mit der Zeit Moses’ Respekt und dieser lenkte schließlich mit dem Zitat „nun, lasst uns dem Bastard ein Theater bauen“ ein. 1960 wurde Moses durch Newbold Morris abgelöst und bei der Stadt Mittel für den Bau eines Amphitheaters beantragt, dessen Bau im Jahr 1961 begann. Neben öffentlich Geldern finanzierte sich der Bau auch aus zahlreichen Spenden, darunter von George T. Delacorte Jr., der Namensgeber der Freilichtbühne wurde.
Die erste Aufführung im zunächst 2300 Plätze umfassenden Delacorte Theater war am 18. Juni 1962 Shakespeares Der Kaufmann von Venedig mit George C. Scott und James Earl Jones in den Hauptrollen. Im Jahr 2012 wurde das 50-jährige Bestehen des Theaters mit einer Galaveranstaltung und einer einmaligen Autorenlesung von Romeo und Julia gefeiert, an der zahlreiche ehemalige Darsteller mitwirkten. Meryl Streep und Kevin Kline lasen die Hauptrollen. Aufgrund der Auswirkungen der COVID-19-Pandemie wurde die Spielzeit 2020 abgesagt; es kam zu einem Budgetdefizit von 20 Millionen US-Dollar. Seit September 2023 wird die Bühne im Central Park renoviert, mit einer geplanten Neueröffnung im Sommer 2025.
Als natürliche Kulisse der Bühne dient der südlich vom Theater gelegene Turtle Pond, der das Theater vom Belvedere Castle trennt, einem 1869 vom Landschaftsplaner Calvert Vaux aus Schiefer erbauten Schlosses. Es liegt auf der zweithöchsten Erhebung des Central Parks, Vista Rock genannt, etwa 250 Meter westlich des Metropolitan Museum of Art und der den Park durchquerenden 79. Straße. Da die Aufführungen am frühen Abend beginnen, finden sie in der Regel bei Tageslicht statt; im Laufe des Stücks geht die Sonne unter und das Publikum wird in das beleuchtete Geschehen auf der Bühne hineingezogen.
Shakespeare in the Park bietet den ganzen Sommer über auch spezielle Aufführungen für Besucher mit Hör- bzw. Sehbehinderungen an, darunter Aufführungen mit Gebärdensprachdolmetschern, mit Audiodeskription und mit offenen Untertiteln.
Das „Public“ und das von ihm veranstaltete New York Shakespeare Festival entwickelten sich über die Jahre zu einem festen Bestandteil der New Yorker Kulturszene. Bislang wurden die Produktionen mit zahlreichen Theaterpreisen ausgezeichnet, darunter 64 Tony Awards, 195 Obie Awards, 62 Drama Desk Award, 61 Lortel Awards, 36 Outer Critic Circle Awards, 13 New York Drama Critics’ Circle Awards, 70 Audelco Awards, sechs Antonyo Awards und sechs renommierte Pulitzer-Preise (Stand: März 2025).

## Konzept
Das Public Theater hat zur Aufgabe, aufstrebende Dramatiker und Darsteller zu unterstützen sowie allen Menschen, unabhängig von ihrem finanziellen Hintergrund, Zugang zu klassischen Theaterstücken zu ermöglichen. Die Aufführungen sind für die Öffentlichkeit kostenlos zugänglich: das Konzept soll Barrieren abbauen, ein vielfältiges Publikum anziehen und die Wertschätzung für klassische Kunst fördern. Zeitgleich wird die lokale Kulturszene unterstützt.
Shakespeare in the Park gilt als kulturelles Highlight des Sommers in New York. Es bietet sowohl renommierten Schauspielern und aufstrebenden Talenten eine Plattform, klassische Werke unter freiem Himmel zu präsentieren. Wurden zu Beginn nur Stücke Shakespeares interpretiert, werden inzwischen auch zeitgenössische Stücke und Werke anderer Dramatiker präsentiert. Die Atmosphäre des Central Parks trägt wesentlich zum Charme der Aufführungen bei.
Das Festival hat weitere Städte weltweit inspiriert, ähnliche Veranstaltungen zu organisieren, um das Theater einem breiten Publikum zugänglich zu machen.

## Kartenvergabe

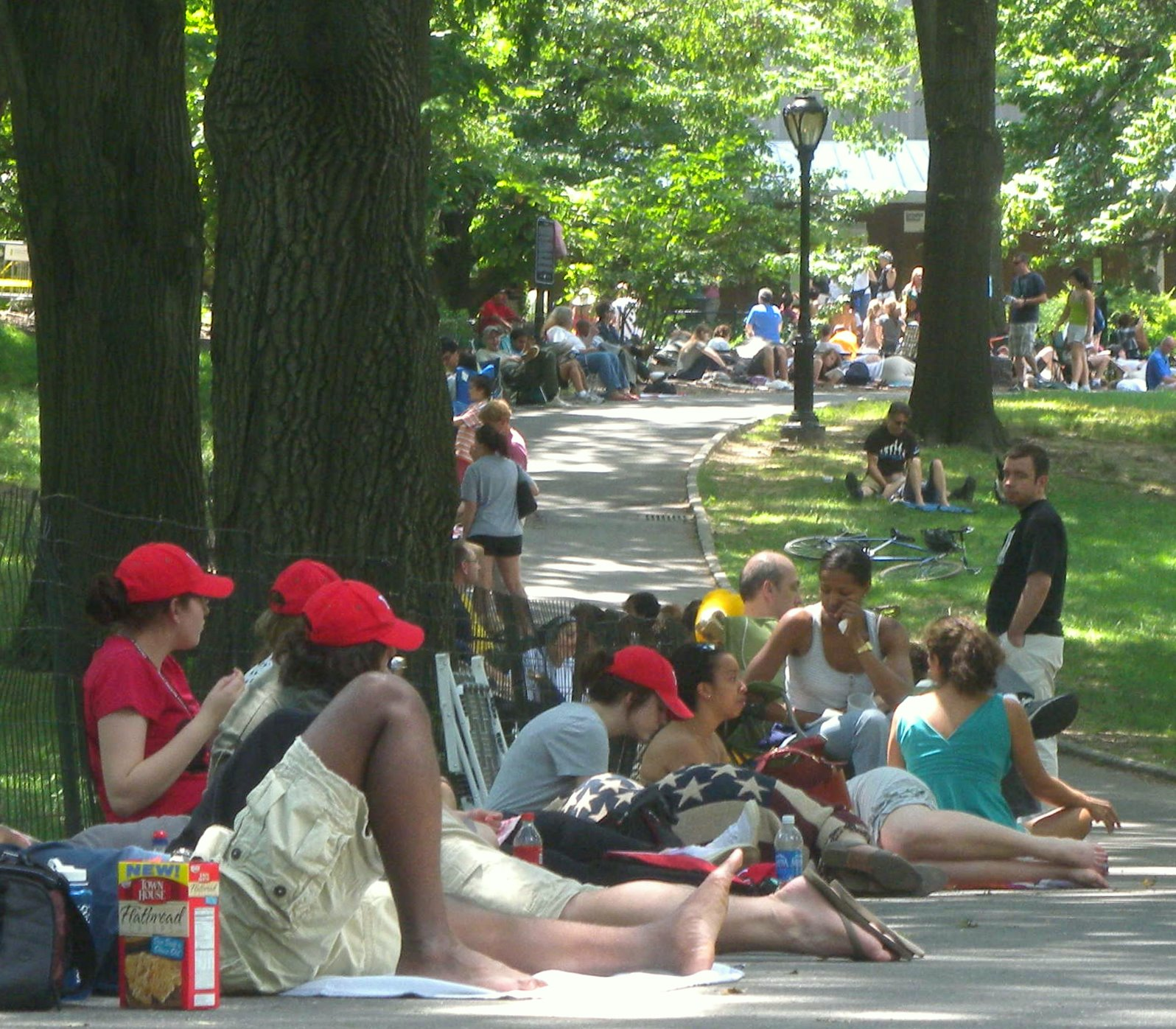
Warten auf Eintrittskarten

Das Festival findet jedes Jahr im Frühsommer ab Ende Mai und im Juni statt. Eintrittskarten für Shakespeare in the Park werden in der Festivalsaison am jeweiligen Tag der Aufführung kostenlos verteilt.
Bis zu zwei Karten werden vor dem Delacorte Theater pro Person vergeben. Die Warteschlange für die Eintrittskarten bildet sich bereits um sechs Uhr am Morgen, sobald der Central Park öffnet, bis die Verteilung um zwölf Uhr am Mittag beginnt. Eine separate Schlange steht für Senioren ab 65 Jahren mit gültigem Behindertenausweis zur Verfügung: die Schlange ist für Besucher mit Behinderungen gedacht und erfüllt somit die Gleichstellung von Menschen mit Behinderungen, die über den Americans with Disabilities Act (ADA) gesetzlich geregelt ist. Entsprechende Personen, oder deren Betreuer, können sich am Morgen der Aufführung bei den Mitarbeitern an der Kasse melden und erhalten – je nach Verfügbarkeit – bedarfsgerechte Plätze.
Eine begrenzte Anzahl von Losen für die Abendvorstellung wird zudem im Rahmen einer persönlichen Verlosung im Public Theater vergeben – auch als „Downtown Lottery“ bekannt. Die Teilnahme an der Verlosung findet zwischen 11 und 12 Uhr statt, bis der Vorrat aufgebraucht ist. Die Lose werden an der Abendkasse des Delacorte Theaters zwischen 17:00 und 19:30 Uhr in Eintrittskarten getauscht. Eine weitere Teilnahmemöglichkeit besteht an ausgewählten Tagen in fünf Stadtbezirken New York Cities. Auch hier wird eine begrenzte Anzahl von Gutscheinen, maximal zwei pro Person, für ausgewählte Aufführungen verteilt, die am selben Tag gegen Eintrittskarten getauscht werden. Seit 2015 ist es auch möglich, mittels der App TodayTix an einer virtuellen Lotterie teilzunehmen. Die Gewinner werden zwischen 12 Uhr und 14:30 Uhr benachrichtigt.
Vorstellungen werden niemals vor der geplanten Anfangszeit abgesagt; das Produktionspersonal entscheidet kurzfristig ob eine Vorstellung stattfinden kann. Nicht angetretene Sitzplätze können 30 bis 40 Minuten nach Vorstellungsbeginn neu vergeben werden. Sollte eine Vorstellung ausfallen, beispielsweise wetterbedingt, werden Eintrittskarten nicht ersetzt.
Seit seiner Gründung ist das Festival sowohl bei den Einheimischen als auch bei den Besuchern der Stadt sehr beliebt, und obwohl das Delacorte Theater aktuell über 1.872 Plätze verfügt, müssen Theaterinteressierte damit rechnen, vor der Kartenausgabe am frühen Nachmittag stundenlang anzustehen und am Ende keine Eintrittskarte zu erhalten. Shakespeare in the Park wird inzwischen jedes Jahr von rund 80.000 Menschen besucht.

## Inszenierungen
Das Public Theater hat seit der Eröffnung des Delacorte Theater im Jahr 1962 über 120 Theaterstücke und Musicals inszeniert. Bis in das Jahr 2002 wurden diese unter dem Namen The New York Shakespeare Festival (NYSF) sowohl im Delacorte Theater als auch in der ehemaligen Astor Library in der Innenstadt aufgeführt. Seitdem erfolgen die Produktionen unter dem Namen Free Shakespeare in the Park und werden ausschließlich im Central Park aufgeführt.
Von 1956 bis 1961 wurden alle Stücke im Central Park auf einer Rasenfläche vor dem Turtle Pond aufgeführt, in dessen Nähe später das Theater errichtet wurde. 1956 erfolgten zudem Aufführungen des Dramas Julius Cäsar und der Komödie Der Widerspenstigen Zähmung im Amphitheater des East River Park unter der Regie von Stuart Vaughan.
Seit der Eröffnung des Delacorte Theater wurden in jedem Sommer zwischen einem und drei Werken aufgeführt, wobei seit 1973 zwei Werke der Standard sind. Die Stücke von Shakespeare machen etwa achtzig Prozent der produzierten Werke aus. Mit Ausnahme der Jahre 1977 und 1980 stand bisher in jedem Sommer mindestens ein Werk oder eine Adaption von Shakespeare auf dem Spielplan.
Zu den nicht von Shakespeare stammenden Produktionen gehörten Stücke wie Die Möwe von Anton Tschechow und Peer Gynt von Henrik Ibsen sowie Musicals wie On the Town, Into the Woods, Two Gentlemen of Verona, The Mystery of Edwin Drood und Disneys Hercules – die drei letztgenannten hatte ihre Weltpremiere im Central Park.
Die Inszenierung von Julius Caesar aus dem Jahr 2017 unter der Regie des künstlerischen Leiters des Public Theater, Oskar Eustis, sorgte für eine Kontroverse, da Caesar im Aussehen und Verhalten an den damaligen US-Präsidenten Donald Trump während seiner ersten Amtszeit angelehnt war. Konservative Aktivisten demonstrierten und die Bank of America sowie Delta Airlines zogen ihr Sponsoring zurück. Die Bank of America nahm ihr Sponsoring von Shakespeare in the Park in der folgenden Saison wieder auf und JetBlue ersetzte Delta Airlines als Sponsor.
Im Laufe der Jahre gab es zahlreiche Produktionen mit bekannten Schauspielern wie Meryl Streep, Morgan Freeman, Martin Sheen, Patrick Stewart und Al Pacino, sie waren aber auch das Sprungbrett diverser Jungschauspieler. Viele der Produktionen waren erstmals während des Festivals zu sehen und fanden später ihren Weg auf den Broadway, darunter Wilford Leachs Inszenierung von The Mystery of Edwin Drood in der Spielzeit 1984/1985 und Shakespeares Der Sturm in der Spielzeit 1995/1996. 1987 kam es zu einer historischen Inszenierung des Dramas Julius Cäsar unter der Regie von Stuart Vaughan und zum ersten „Shakespeare-Marathon“ des New York Shakespeare Festivals.
Auswahl von Produktionen:
- 1962: Der Kaufmann von Venedig mit George C. Scott und James Earl Jones
- 1968: Romeo und Julia mit Al Pacino
- 1987: Julius Cäsar mit Al Pacino und Martin Sheen als Brutus und Antonius (Regie: Stuart Vaughan)
- 1990: Der Sturm mit Patrick Stewart
- 2017: Julius Cäsar mit modernem politischen Bezug

## Finanzierung und Sponsoring
Das Public Theater ist in hohem Maße von privaten Spendern abhängig. Im Jahr 2005 gehörte das Theater zu den 406 Kunst- und Sozialeinrichtungen in New York City, die einen Teil eines 20-Millionen-Dollar-Zuschusses von der Carnegie Corporation erhielten, der durch eine Spende des damaligen Bürgermeisters Michael Bloomberg ermöglicht wurde.
Im Laufe der Jahre unterstützte das New York Shakespeare Festival andere Theatergruppen in ganz New York und trug so zum Wachstum des Off-Broadway bei sowie zu speziellen Theaterprogrammen und -projekten. Zu diesen Ensembles, die in kritischen Phasen ihrer Entwicklung vom Festival profitierten, gehörte das Theatre for a New Audience. Es entwickelte eine Reihe von Produktionen, darunter Ein Sommernachtstraum, das im Anspacher Theatre aufgeführt wurde; durch dieses Sponsoring konnte das Unternehmen wachsen und seine Reichweite ausweiten.
Ein weiteres solches Unternehmen war die Riverside Shakespeare Company. Das Festival sponserte unter Papps Leitung ab 1982 mehrere Produktionen des Unternehmens in einer kritischen Phase der Entwicklung, beginnend mit einer Erstaufführung von Bertolt Brechts Adaption Leben Eduards des Zweiten von England von Christopher Marlowes Drama Edward II. im Shakespeare Center an der Upper West Side, das im gleichen Jahr von Joseph Papp eingeweiht wurde. Es folgten „Free Shakespeare“-Sommertourneen in Parks von fünf Stadtbezirken, die mit Die Komödie der Irrungen begannen, gefolgt von Die lustigen Weiber von Windsor mit Anna Deavere Smith in ihrem New Yorker Bühnendebüt als Mistress Quickly sowie Romeo und Julia und Der Widerspenstigen Zähmung. Durch die Unterstützung durch das New York Shakespeare Festival expandierte die Riverside Shakespeare Company und führte 1983 The Shakespeare Project (dt. Das Shakespeare-Projekt) ein, das ein breites Publikum in fünf Bezirken der Stadt ansprach.

## Galerie

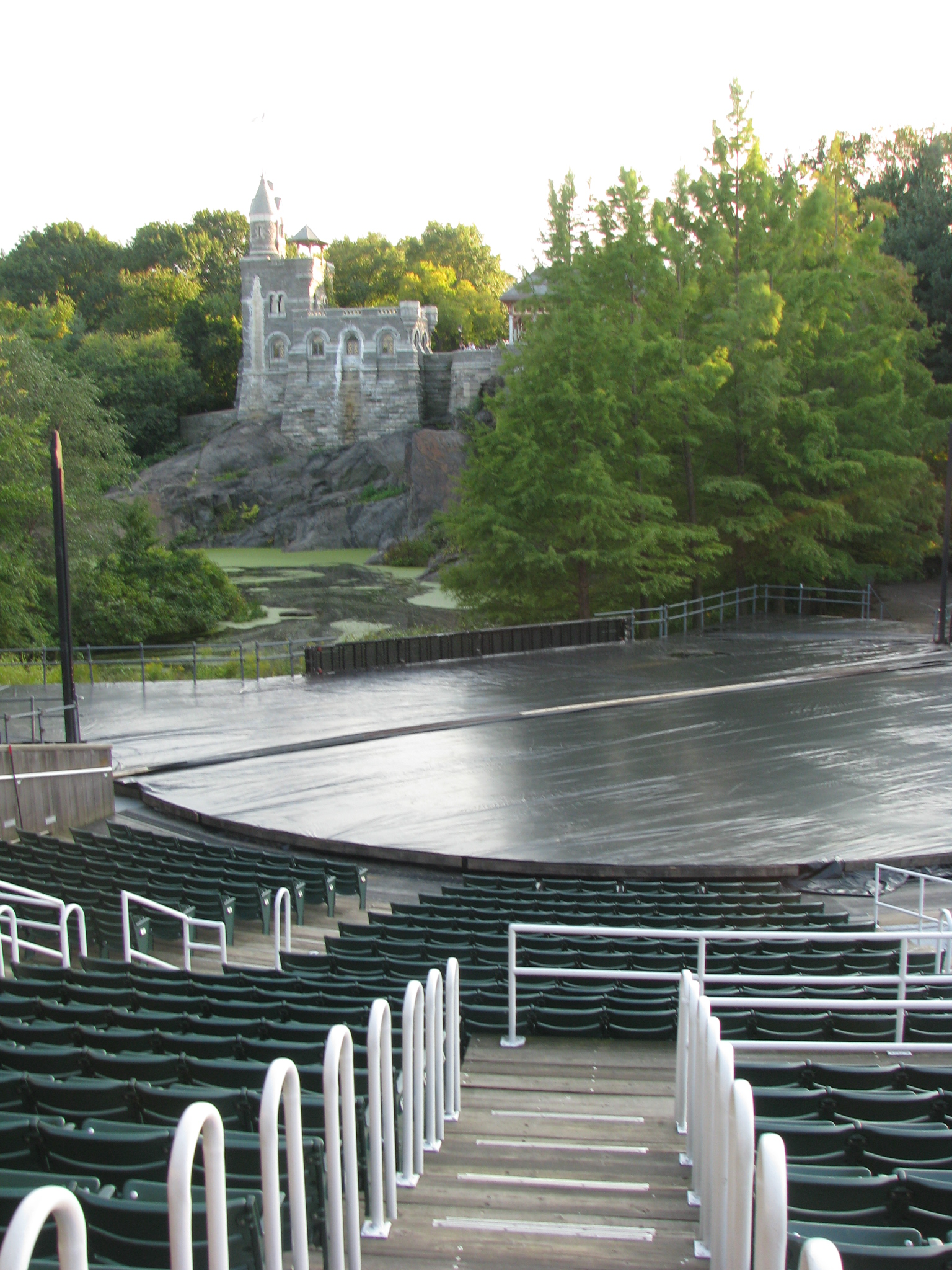
Bühne des Delacorte Theater mit Turtle Pond und Belvedere Castle im Hintergrund
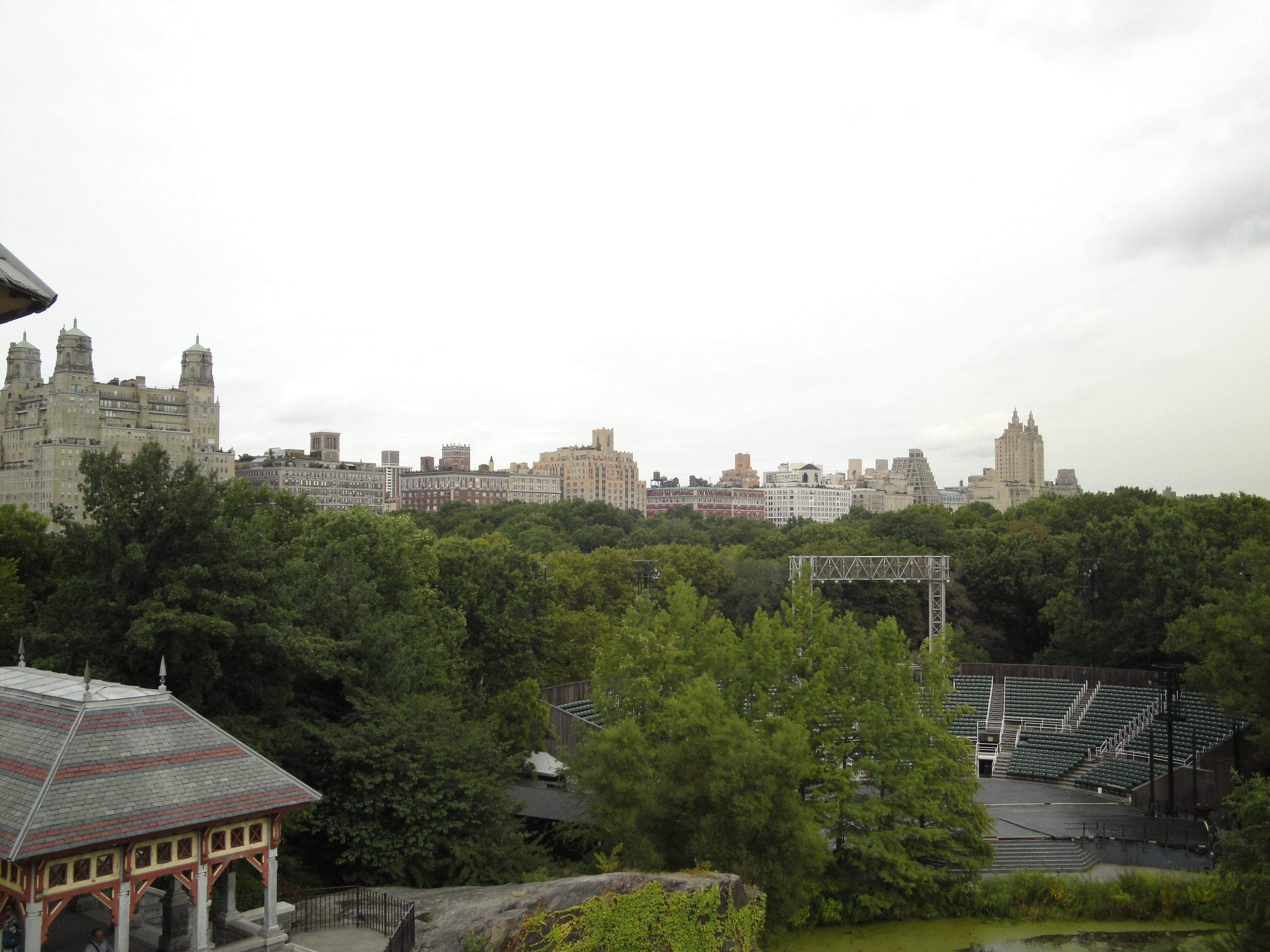
Blick von Belvedere Castle auf das Delacorte Theater und Teile von New York City
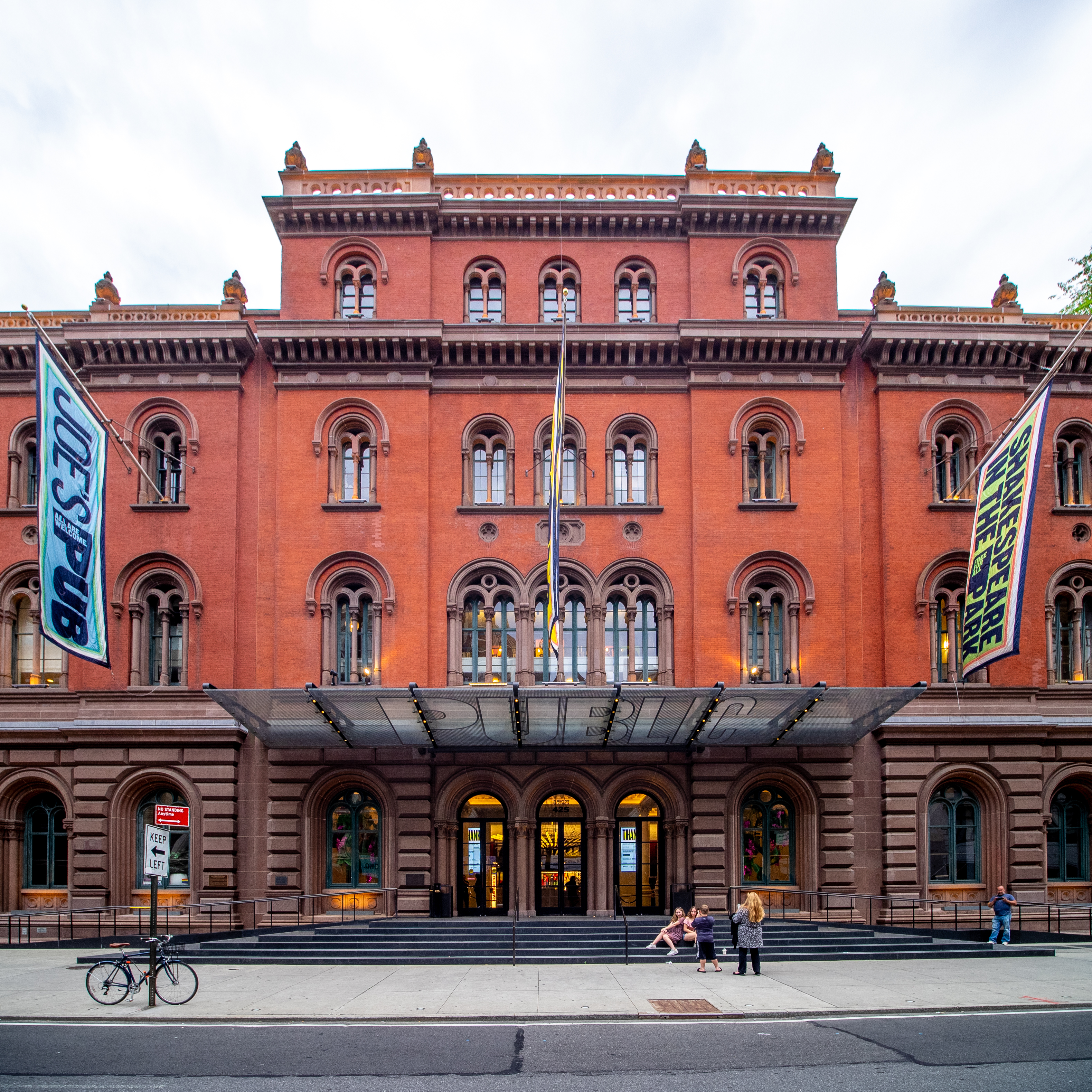
Eingang des Public Theater in der ehemaligen Astor Library